# Terumbu
Terumbu is een bestuurslaag in het regentschap Serang van de provincie Banten, Indonesië. Terumbu telt 8187 inwoners (volkstelling 2010).